# Ebersberg (Tanna)
Ebersberg ist eine Siedlung in der Stadt Tanna im Saale-Orla-Kreis in Thüringen.

## Geografie
Ebersberg liegt etwa 10 km von Schleiz entfernt auf einem Höhenrücken zwischen den Tälern von Wettera westlich und Wisenta östlich im Südostthüringer Schiefergebirge nordöstlich des Rosenbühls. Die Landschaft dieses Gebirges ist vielfältig und für Besucher interessant. Für die Bauern sind die Voraussetzungen hoher Feinerdeanteil und hoher Humusgehalt der Böden wertvoll. Die Flur der Siedlung ist noch landwirtschaftlich geprägt, doch ist der Ort im Laufe der Zeit mit der Stadt zusammengewachsen. Verkehrstechnisch haben die Bürger des Tannaer Gebietes Anschluss über die Bundesstraße 2 und Bundesautobahn 9 an das Umfeld. Die Höhenlage der Gemarkung liegt bei 555 m über NN.

## Verkehr
Im Fahrplan 2017/18 ist Ebersberg durch folgende Linie an den ÖPNV angebunden:
- Linie 730: Schleiz – Tanna – Ebersberg – Stelzen

Die Linie wird von der KomBus betrieben.

## Geschichte
30 Personen wohnen in Ebersberg, das am 29. April 1407 urkundlich erstmals erwähnt worden ist. 1974 wurde Ebersberg nach Rothenacker eingemeindet, welches 1997 Teil der Stadt Tanna wurde.